# خدمتکار (مجموعه تلویزیونی)
خدمتکار (به انگلیسی: Servant) یک مجموعه تلویزیونی ترسناک و روانشناختی آمریکایی است که توسط تونی باسگلوپ ساخته و نوشته شده است. تهیه‌کننده اجرایی این سریال ام. نایت شیامالان است. این سریال برای اپل تی‌وی پلاس تولید شده و در تاریخ ۲۸ نوامبر ۲۰۱۹ قسمت اول آن به نمایش درآمده است. پخش فصل دوم این سریال از ۱۵ نوامبر ۲۰۲۰ شروع شد و تا ۱۸ مارس ۲۰۲۱ ادامه یافت. پیش از آغاز نمایش رسمی سریال، اپل این سریال را برای فصل دوم تمدید کرده بود. فصل سوم این سریال از ۲۱ ژانویه ۲۰۲۲ تا ۲۵ مارس ۲۰۲۲ ادامه یافت. در سال ۲۰۲۲، این سریال برای فصل چهارم (پایانی) در سال ۲۰۲۳ تمدید شد.

## خلاصه داستان
این سریال، داستان زوجی به نام شان ترنر و دوروتی ترنر را به تصویر می‌کشد، که یک پرستار جوان به نام لین را استخدام می‌کنند تا از فرزند تازه متولد شده آن‌ها که جریکو نام دارد، مراقبت کند. با گذشت زمان، معلوم می‌شود که چیزها آن‌طور که به نظر می‌رسیدند نیستند.... بیننده در پایان قسمت اول غافلگیر می‌شود و همین غافلگیری او را به تماشای قسمت‌های بعد تشویق می‌کند.